# کبانه
کبانه (به عربی: کبانة) یک روستا در سوریه است که در استان لاذقیه واقع شده‌است. کبانه ۹۰۲ نفر جمعیت دارد.